# Norbert Heinen (Verwaltungsjurist)
Norbert M. Heinen (geboren am 28. November 1936 in Betzdorf; gestorben am 30. Mai 2023) war ein deutscher Verwaltungsjurist, Landrat des Unterwesterwaldkreises und des Westerwaldkreises sowie langjähriges Vorstandsmitglied der Provinzial Rheinland und Vorsitzender des Rheinischen Vereins für Denkmalpflege und Landschaftsschutz.

## Leben
Der Katholik Heinen war der Sohn des Rechtsanwalts und Notars Heinrich Heinen und dessen Ehefrau Berta Heinen, geborene Peerenboom. Nach dem Abitur im Jahr 1956 studierte er bis 1960 Rechts- und Staatswissenschaften an der Albert-Ludwigs-Universität Freiburg. 1960 legte er die erste und 1965 die zweite juristische Staatsprüfung ab. 1968 wurde er vor der rechts- und staatswissenschaftlichen Fakultät der Universität in Münster mit der Arbeit Die Rechtsstellung der Gemeinden und Gemeindeverbände als Gewährträger ihrer Sparkassen  zum Dr. jur. promoviert.
Er war seit 1956 Mitglied der katholischen Studentenverbindung KDStV Hercynia Freiburg im Breisgau im CV.
Heinen trat in den Dienst des Landes Rheinland-Pfalz. Von 1965 bis 1969 als Dezernent bei der Bezirksregierung in Koblenz und der Kreisverwaltung des Unterwesterwaldkreises in Montabaur beschäftigt, übernahm er im Anschluss für ein Jahr die Leitung des Büros des Ministerpräsidenten von Rheinland-Pfalz Helmut Kohl, bevor er nachfolgend von 1970 bis 1974 als Landrat die Leitung des Landratsamtes des Unterwesterwaldkreises und bis 1984 dessen Rechtsnachfolger, des Westerwaldkreises übernahm. Nach seinem Ausscheiden gehörte er von 1985 bis 1998 dem Vorstand der Provinzial Rheinland Versicherungen an.
Neben seiner Tätigkeit als Beauftragter der Geschäftsführung der Deutschen Stiftung Denkmalschutz in Bonn war Heinen von 1990 bis 2009 ehrenamtlicher Vorsitzender des Rheinischen Vereins für Denkmalpflege und Landschaftsschutz in Köln, später wurde er zu dessen Ehrenvorsitzendem ernannt.
Norbert Heinen wurde 1984 mit dem Verdienstkreuz am Bande und 2001 mit dem Verdienstkreuz 1. Klasse des Verdienstordens der Bundesrepublik Deutschland ausgezeichnet.
1964 heiratete Norbert Heinen Jutta Janson, mit der er drei gemeinsame Kinder hatte, eine Tochter und zwei Söhne.